# Рюе Нишизава
Рюе Нишизава е японски архитект.

## Биография
Роден е през 1966 г. Завършва магистърска степен в Националния университет в Йокохама. През 1995 г. основава заедно с Казуйо Седжима SANAA – архитектурно бюро. Две години по-късно създава своя собствена фирма.
По негов дизайн са създадени десетки емблематични постройки в Япония.
През 2010 г. Рюе Нишизава и Казуйо Седжима получават награда „Прицкер“.
През 2012 г. посещава България.